# Horneophyton
Horneophyton é um grupo de plantas extintas do agrupamento Horneophytopsida, que parece corresponde ao elo desaparecido entre os antóceros e as Rhyniopsida. Está entre os organismos fossilizados mais abundantes encontrados no cherte de Rhynie, um Lagerstätte do Devónico da Escócia.